# Рогатая неясыть
Рогатая неясыть (лат. Lophostrix cristata) — вид птиц семейства совиных. Образуют монотипический род Lophostrix Lesson, 1836, в который ранее включали также гривистую неясыть (Jubula lettii).
Населяет леса Южной и Центральной Америки.

## Описание
Рогатая неясыть — сова среднего размера, длиной от 38 до 43 см и массой от 425 до 620 г. Отличается очень длинными пучками ушей белого или желтовато-коричневого цвета и выступающей беловатой полоской на глазах, переходящей в пучки ушей. Окраска варьирует от жёлтого до коричневого с рыжими пятнами. Клюв обычно жёлтый, пальцы — бледно-серо-коричневого цвета.

## Поведение
Как и большинство сов, этот вид ведёт строго ночной образ жизни. Обычно они ночуют вместе со своей парой в течение дня в густых кустах, вдоль засаженных деревьями ручьёв или рек.
Размножается в сухой или ранний влажный сезон и, по-видимому, гнездится в естественных дуплах взрослых деревьев.
Питается в основном крупными насекомыми, а также мелкими позвоночными. По оценкам, летучие мыши составляют только 5% рациона совы.